# Joseph von Groote
Joseph Cornelius Aloys Anton Balthasar von Groote (* 18. Januar 1791 in Köln; † 28. Januar 1866 ebenda) war ein deutscher Kirchenverwaltungsjurist und Parlamentarier.

## Leben
Joseph von Groote studierte Rechtswissenschaften an der Ruprecht-Karls-Universität Heidelberg. 1809 wurde er wie sein Bruder Everhard von Groote Mitglied der Corpslandsmannschaft der Niederrheiner, die später wieder den Namen Rhenania annahm. 1820 wurde er Konsistorialassessor und 1821 Konsistorialrat in der Kirchen- und Schulkommission der Regierung in Köln. Nach der Wiedererrichtung des Erzbistums Köln war er von 1825 bis zu seinem Tod 1866 erster Justiziar und Kanzler des Erzbistums.
Groote gehörte 1849–1852 der Ersten Kammer des Preußischen Landtags an. 1852–1861 saß er für den Wahlkreis Köln 1 im Preußischen Abgeordnetenhaus. 1852–1859 gehörte er dabei der katholischen Fraktion und ab 1860 dem Zentrum an.